# 30 mai (calendar ortodox)

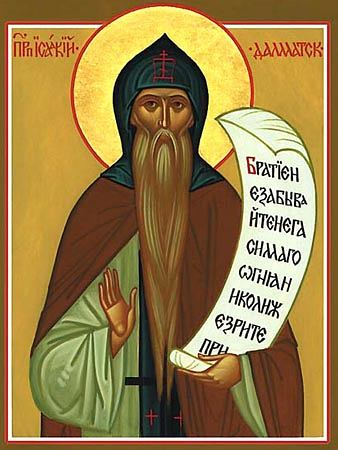
Isaachie Mărturisitorul

30 mai în calendarul ortodox:

## Sfinți
- pomenirea preacuviosului nostru Isaachie Mărturisitorul, egumenul Mănăstirii Dalmaților, la Constantinopol.
- pomenirea sfântului mucenic Natalie, care de sabie s-a săvârșit.
- pomenirea cuviosului Varlaam, care cu pace s-a săvârșit.
- pomenirea sfinților mucenici Romano și Teletie, care de sabie s-au săvârșit.
- pomenirea sfântului mucenic Evplu, care s-a săvârșit fiind înfășurat în piele de bou și pus în arsura soarelui.

## Decese
- 727: moare sfântul ierarh Hubert de Tongres-Maestricht